# Kabinett Pompidou IV
Das Kabinett Pompidou IV wurde am 6. April 1967 ernannt und wurde von Premierminister Georges Pompidou gebildet. Die Minister wurden am 7. April 1967 vorgestellt, bekleideten aber de facto schon teilweise seit dem 1. April 1967 die Ministerämter, sofern sie der vorherigen Regierung angehörten. Das Kabinett folgte dem Kabinett Pompidou III und wurde am 29. April und 29. Mai teilweise umgebildet. Eine umfangreiche Umbildung der vierten Regierung Pompidou auf zahlreichen Minister- und Staatssekretärsposten erfolgte schließlich am 31. Mai 1968 nach den Unruhen vom Mai 1968. Die Regierung befand sich bis zum 10. Juli 1968 im Amt und wurde dann vom Kabinett Couve de Murville abgelöst.

## Kabinett

### Minister
Dem Kabinett gehörten folgende Minister an:
| Amt                                                                                          | Name                      | Beginn der Amtszeit | Ende der Amtszeit |
| -------------------------------------------------------------------------------------------- | ------------------------- | ------------------- | ----------------- |
| Premierminister                                                                              | Georges Pompidou          | 1. April 1967       | 10. Juli 1968     |
| Staatsminister, Kulturminister                                                               | André Malraux             | 1. April 1967       | 10. Juli 1968     |
| Staatsminister, Minister für den öffentlichen Dienst                                         | Edmond Michelet           | 7. April 1967       | 10. Juli 1968     |
| Staatsminister, Minister für Soziales                                                        | Maurice Schumann          | 31. Mai 1968        | 10. Juli 1968     |
| Staatsminister, Minister für Überseegebiete                                                  | Pierre Billotte           | 1. April 1967       | 31. Mai 1968      |
| Staatsminister, Minister für wissenschaftliche Forschung und Atom- und Raumfahrtfragen       | Maurice Schumann          | 7. April 1967       | 31. Mai 1968      |
| Staatsminister, Minister für Beziehungen zum Parlament                                       | Roger Frey                | 7. April 1967       | 31. Mai 1968      |
| Staatsminister                                                                               | Henri Rey                 | 31. Mai 1968        | 10. Juli 1968     |
| Siegelbewahrer, Justizminister                                                               | Louis Joxe                | 7. April 1967       | 31. Mai 1968      |
| Siegelbewahrer, Justizminister                                                               | René Capitant             | 31. Mai 1968        | 10. Juli 1968     |
| Außenminister                                                                                | Maurice Couve de Murville | 1. April 1967       | 31. Mai 1968      |
| Außenminister                                                                                | Michel Debré              | 31. Mai 1968        | 10. Juli 1968     |
| Minister für die Streitkräfte                                                                | Pierre Messmer            | 1. April 1967       | 10. Juli 1968     |
| Innenminister                                                                                | Christian Fouchet         | 7. April 1967       | 31. Mai 1968      |
| Innenminister                                                                                | Raymond Marcellin         | 31. Mai 1968        | 10. Juli 1968     |
| Minister für Finanzen und Wirtschaft                                                         | Michel Debré              | 1. April 1967       | 31. Mai 1968      |
| Minister für Finanzen und Wirtschaft                                                         | Maurice Couve de Murville | 31. Mai 1968        | 10. Juli 1968     |
| Minister für nationale Bildung                                                               | Alain Peyrefitte          | 7. April 1967       | 28. Mai 1968      |
| Minister für nationale Bildung                                                               | François-Xavier Ortoli    | 31. Mai 1968        | 10. Juli 1968     |
| Minister für Ausrüstung und Wohnungsbau                                                      | Edgard Pisani             | 1. April 1967       | 28. April 1967    |
| Minister für Ausrüstung und Wohnungsbau                                                      | François-Xavier Ortoli    | 29. April 1967      | 31. Mai 1968      |
| Minister für Ausrüstung und Wohnungsbau                                                      | Robert Galley             | 31. Mai 1968        | 10. Juli 1968     |
| Landwirtschaftsminister                                                                      | Edgar Faure               | 1. April 1967       | 10. Juli 1968     |
| Industrieminister                                                                            | Olivier Guichard          | 7. April 1967       | 31. Mai 1968      |
| Industrieminister                                                                            | Albin Chalandon           | 31. Mai 1968        | 10. Juli 1968     |
| Sozialminister                                                                               | Jean-Marcel Jeanneney     | 1. April 1967       | 31. Mai 1968      |
| Verkehrsminister                                                                             | Jean Chamant              | 7. April 1967       | 10. Juli 1968     |
| Minister für Veteranen und Kriegsopfer                                                       | Henri Duvillard           | 7. April 1967       | 10. Juli 1968     |
| Minister für Post und Telekommunikation                                                      | Yves Guéna                | 7. April 1967       | 31. Mai 1968      |
| Minister für Post und Telekommunikation                                                      | André Bettencourt         | 31. Mai 1968        | 10. Juli 1968     |
| Minister für Jugend und Sport                                                                | François Missoffe         | 1. April 1967       | 31. Mai 1968      |
| Minister für Jugend und Sport                                                                | Roland Nungesser          | 31. Mai 1968        | 10. Juli 1968     |
| Informationsminister                                                                         | Georges Gorse             | 7. April 1967       | 31. Mai 1968      |
| Informationsminister                                                                         | Yves Guéna                | 31. Mai 1968        | 10. Juli 1968     |
| Minister für Überseegebiete                                                                  | Joël Le Theule            | 31. Mai 1968        | 10. Juli 1968     |
| Minister für den öffentlichen Dienst                                                         | Robert Boulin             | 31. Mai 1968        | 10. Juli 1968     |
| Minister mit der Zuständigkeit für wissenschaftliche Forschung und Atom- und Raumfahrtfragen | Christian de La Malène    | 31. Mai 1968        | 10. Juli 1968     |

### Beigeordnete Minister und Staatssekretäre
Dem Kabinett gehören ferner folgende Beigeordnete Minister und Staatssekretäre an:
| Amt                                                                                        | Name                     | Beginn der Amtszeit | Ende der Amtszeit |
| ------------------------------------------------------------------------------------------ | ------------------------ | ------------------- | ----------------- |
| Staatssekretär beim Premierminister für Tourismus                                          | Pierre Dumas             | 1. April 1967       | 10. Juli 1968     |
| Beigeordneter Minister beim Premierminister für Planung und Raumplanung                    | Raymond Marcellin        | 7. April 1967       | 31. Mai 1968      |
| Beigeordneter Minister beim Premierminister für Planung und Raumplanung                    | Olivier Guichard         | 31. Mai 1968        | 10. Juli 1968     |
| Staatssekretär im Außenministerium für Zusammenarbeit                                      | André Bettencourt        | 7. April 1967       | 31. Mai 1968      |
| Staatssekretär im Außenministerium für Zusammenarbeit                                      | Yvon Bourges             | 10. Juli 1968       | 10. Juli 1968     |
| Staatssekretär im Innenministerium                                                         | André Bord               | 1. April 1967       | 10. Juli 1968     |
| Staatssekretär im Finanz- und Wirtschaftsministerium                                       | Robert Boulin            | 1. April 1967       | 31. Mai 1968      |
| Staatssekretär im Finanz- und Wirtschaftsministerium                                       | Charles de Chambrun      | 7. April 1967       | 31. Mai 1968      |
| Staatssekretär im Finanz- und Wirtschaftsministerium                                       | Jacques Chirac           | 31. Mai 1968        | 10. Juli 1968     |
| Staatssekretär im Sozialministerium für Beschäftigungsprobleme                             | Jacques Chirac           | 7. April 1967       | 31. Mai 1968      |
| Staatssekretär im Sozialministerium für Beschäftigungsprobleme                             | Yvon Morandat            | 31. Mai 1968        | 10. Juli 1968     |
| Staatssekretärin im Ministerium für nationale Bildung                                      | Marie-Madeleine Dienesch | 31. Mai 1968        | 10. Juli 1968     |
| Staatssekretär im Ministerium für Ausrüstung und Wohnungsbau für Probleme des Wohnungsbaus | Philippe Dechartre       | 31. Mai 1968        | 10. Juli 1968     |